# Vaudémont
|  | Per a altres significats, vegeu «comtat de Vaudémont». |

Vaudémont és un municipi al departament de Meurthe i Mosel·la (regió del Gran Est, França). L'any 1999 tenia 63 habitants. Fou el centre del comtat feudal del mateix nom.